# That Lovin’ You Feelin’ Again
«That Lovin' You Feelin' Again» — песня в исполнении американского певца Роя Орбисона и американской певицы Эммилу Харрис, выпущенная в 1980 году. Композицию специально для кинофильма Roadie (1980) сочинили Орбисон и гитарист его аккомпанирующей группы Крис Прайс. Прозвучав в картине, номер попал в альбом с музыкой из неё — Roadie: Original Motion Picture Sound Track (1980) — и в том же году вышел в формате сингла.
Песня достигла Топ-10 американских чартов Hot Country Songs и Hot Adult Contemporary Tracks, попутно поднявшись до строчки № 55 в хит-параде Hot 100. Помимо этого, композиция завоевала премию «Грэмми» (первую в карьере Орбисона) в номинации «Лучшее кантри-исполнение дуэтом или группой с вокалом», а также обеспечила певцу и Прайсу, как авторам одной из самых ротируемых кантри-песен года, награду BMI Country Awards.

## История
Композиция «That Lovin' You Feelin' Again» была написана Роем Орбисоном в соавторстве с членом его аккомпанирующей группы — гитаристом Крисом Прайсом. Номер сочинялся специально для кинофильма Roadie (1980) с Митом Лоуфом в главной роли, где и прозвучал в виде дуэта Орбисона с Эммилу Харрис (кроме того, певцу в этой ленте досталось камео). С исполнительницей и её мужем, продюсером Брайаном Ахерном, вокалист познакомился парой лет ранее, когда побывал на песенной вечеринке у супругов дома в Лос-Анджелесе. «Все передавали гитару из рук в руки, и он тоже пел. Помню, я тогда сказала, что, вероятно, никогда не продам этот дом, потому что в нём пел Рой Орбисон», — описывала свои впечатления от встречи с артистом Харрис.
По словам исполнительного продюсера саундтрека Roadie, Стива Уакса, для более тесной эмоциональной связи с фильмом «That Lovin' You Feelin' Again» создавалась авторами после прочтения сценария картины. Плюс, выстраивая работу над музыкой, Уакс старался следовать тем же формулам успеха, по которым приглашённые в проект артисты привыкли делать свои обычные записи. Поэтому сочинял дуэт сам Орбисон, а продюсировал трек — муж Харрис. Получившийся в итоге номер представлял собой ностальгическую балладу, однако в отличие от типичного протагониста из песен Орбисона 1960-х годов, часто терявшего девушку в конце истории, герой данной композиции всё же оставался вместе с возлюбленной. При этом, как рассказывал Ахерн, поскольку певец в принципе очень не любил инструментальные соло, из произведения было убрано появившееся в процессе аранжировки соло на электрогитаре. Взамен, дабы трек не потерял в длине, Орбисон набросал несколько вариантов дополнительного (третьего) куплета/бриджа со своим фирменным крещендо, из которых Ахерн затем выбрал наиболее подходящий и внедрил в песню.
Прозвучав в фильме, композиция вышла в альбоме Roadie: Original Motion Picture Sound Track (1980), а затем и в качестве сингла. В то время как сама картина провалилась в прокате, «That Lovin' You Feelin' Again», напротив, пользовалась популярностью и была первой за 13 лет песней Орбисона, попавшей в чарты Billboard. Кроме того, она стала для артиста первым в его карьере кантри-шлягером. Так, летом 1980 года сингл достиг Топ-10 Hot Country Songs и Hot Adult Contemporary Tracks, а также строчки № 55 в Hot 100. Помимо этого, он удостоился премии «Грэмми» (её Орбисон тоже получил впервые) в номинации «Лучшее кантри-исполнение дуэтом или группой с вокалом». Вдобавок, как авторы одной из самых ротируемых кантри-песен года, Орбисон и Прайс выиграли приз BMI Country Awards. Тем не менее, хотя дуэт с Харрис и оживил угасавшую карьеру певца, «That Lovin' You Feelin' Again» оказалась его последним прижизненным хитом.

## Оценки
Обозреватели журнала Cash Box назвали «That Lovin' You Feelin' Again» красивым дуэтом с приятным плавным звучанием, в котором голоса Харрис и Орбисона безупречно сливаются вместе. В результате, по мнению авторов заметки, композиция прекрасно впишется в любой радиоформат. В другой рецензии сотрудники упомянутого издания описали номер как «нежный, печальный дуэт с привкусом кантри», выделив размеренный ритм песни, спокойный аккомпанемент акустической гитары, а также назвав спевших произведение артистов «тандемом, созданным на кантри-небесах» и отметив неожиданный успех трека в поп- и adult contemporary-чартах. В свою очередь редакторы еженедельника Billboard выделили уместное использование в этой «сладостно-горькой балладе» акустической гитары и убедительное вокальное исполнение текста композиции, особенно со стороны Харрис. Вместе с тем Орбисон, согласно обозревателю газеты LA Weekly Биллу Бентли, предстаёт в данном сингле тем самым пионером рока, подобных которому к 1980 году уже не осталось — не потерявшим голоса и готовым к возрождению карьеры.
Редакторы журнала Record World, поместив «That Lovin' You Feelin' Again» в рубрику «Выбор недели», описали трек как ностальгическую балладу, в которой оба солиста блистают. Одновременно композиция, по оценке обозревателей, подчёркивает «легендарное вокальное мастерство» Орбисона и его умение сочинять классический материал. Уже в другой рецензии сотрудники того же СМИ назвали коллаборацию артистов «задуманной в раю для меломанов», похвалив сингл за «кашемировые» вокальные гармонии и роскошный хук. Критик же издания Rolling Stone Стивен Холден, перечислив произведение среди самых притягательных кантри-номеров в альбоме Roadie: Original Motion Picture Sound Track (1980), подметил, что трек выдержан в манере классических любовных хонки-тонк-песен. Наконец музыкальный журналист Стив Салливан в книге Encyclopedia of Great Popular Song Recordings (2017) высказал мнение, что композиция на момент выхода стала лучшим сочинением Орбисона за почти 15 лет; при этом голос певца был по-прежнему чудесным по своей силе и диапазону, а лёгкое сопрано Харрис его нежно и тепло дополнило.

## Позиции в чартах
| Чарт (1980)                                   | Высшая позиция | Прим.  |
| --------------------------------------------- | -------------- | ------ |
| США, Billboard, Hot 100                       | 55             | [ 18 ] |
| США, Billboard, Hot Country Songs             | 6              | [ 19 ] |
| США, Billboard, Hot Adult Contemporary Tracks | 10             | [ 20 ] |
| США, Cash Box, Top 100 Singles                | 59             | [ 21 ] |
| США, Cash Box, Top 100 Country                | 7              | [ 22 ] |
| США, Record World, Singles                    | 65             | [ 23 ] |
| США, Record World, Country Singles            | 6              | [ 24 ] |
| США, Record World, Adult Contemporary         | 26             | [ 25 ] |
| США, Radio & Records, Country Airplay         | 5              | [ 26 ] |
| США, Radio & Records, Pop/Adult Airplay       | 15             | [ 27 ] |
| Канада, RPM, Country 75 Singles               | 3              | [ 28 ] |
| Канада, RPM, Adult Oriented Playlist          | 31             | [ 29 ] |
| Австралия, Kent Music Report, Top 100 Singles | 97             | [ 30 ] |

| Чарт (1980)                                  | Позиция | Прим.  |
| -------------------------------------------- | ------- | ------ |
| США, Radio & Records, Country '80 Top Eighty | 68      | [ 31 ] |
| Канада, RPM, Top 75 Country Singles          | 41      | [ 32 ] |

| Год  | Чарт                                                        | Позиция | Прим.  |
| ---- | ----------------------------------------------------------- | ------- | ------ |
| 1980 | США, Cash Box, Country Singles: Top New Duo                 | 3       | [ 33 ] |
| 1980 | США, Cash Box, Country/Pop Crossover Singles: Top Group/Duo | 2       | [ 33 ] |
| 1980 | США, Record World, Country Singles: Top New Duo             | 9       | [ 34 ] |
| 1981 | США, Record World, Country Singles: Top Duo                 | 10      | [ 35 ] |

## Награды
Самый приятный момент для меня как рекорд-продюсера случился, когда я работал в построенной мной студии в Северном Голивуде, и Рой Орбисон позвонил мне, дабы сообщить, что выиграл свою первую «Грэмми». После всего, чего он достиг, он наконец-то получил «Грэмми». Он был взволнован и плакал.
Премия «Грэмми»
Награда Национальной академии искусства и науки звукозаписи.
| Год  | Категория                                               | Итог   | Прим.  |
| ---- | ------------------------------------------------------- | ------ | ------ |
| 1981 | «Лучшее кантри-исполнение дуэтом или группой с вокалом» | Победа | [ 36 ] |

BMI Country Awards
Награда компании BMI авторам наиболее ротируемых кантри-песен года (с 1 апреля 1980-го по 31 марта 1981-го).
| Год  | Категория               | Номинанты                | Итог   | Прим.  |
| ---- | ----------------------- | ------------------------ | ------ | ------ |
| 1981 | Citation of Achievement | Рой Орбисон и Крис Прайс | Победа | [ 37 ] |

## Персонал
- Тревор Вейч — акустическая гитара
- Джерри Макги — электрическая соло-гитара
- Джай Уиндинг — пианино
- Джон Пирс — бас
- Эд Грин — ударные
- Крейг Сафан — аранжировка струнных, дирижёр

- Брайан Ахерн — продюсирование
- Джон Арриас — запись (The Sound Labs и Cherokee Studios, Голливуд)
- Ди Робб — микширование (Cherokee Studios)